# 瓶子吉久
瓶子 吉久（へいし よしひさ）は、漫画雑誌編集者。集英社の男性社員。2011年から2017年まで『週刊少年ジャンプ』の10代目編集長を務めた。現在は集英社常務取締役。

## 経歴
早稲田大学政治経済学部卒業後の1991年に集英社へ入社。週刊少年ジャンプ編集部へ配属され、桐山光侍『忍空』、かずはじめ『MIND ASSASSIN』、木多康昭『幕張』、高橋和希『遊☆戯☆王』、あずまけいしん『CHILDRAGON』、矢吹健太朗『BLACK CAT』、大亜門『無敵鉄姫スピンちゃん』『太臓もて王サーガ』など、さまざまなジャンルの漫画を担当した。また、入社2年目に担当した同誌の読者コーナー『ジャンプ放送局』を担当していた時は、「レトロのへーちゃん」と呼ばれた。
大亜門を持ち込み時代から担当し、連載まで育てた。
2006年に『週刊少年ジャンプ』副編集長、2010年に『ジャンプSQ』副編集長となる。2011年には『週刊少年ジャンプ』編集長となって2011年30号から2017年30号まで担当した。

## 人物
様々な漫画を担当してヒット作に導いた敏腕編集者である一方、うっかり者の面もある。大亜門が瓶子経由で賞へ投稿したとき、その頃はまだ本名だったため、ペンネームを現在の「大亜門」にして欲しいと言ったが、瓶子がそれを忘れたため、本名で載ってしまう。次の賞の投稿時にもペンネームの件を念を押したが、またもや忘れて2度本名で載った。他にも連載開始しても大亜門の手元に一通もファンレターが届かないので、人気がないと思って瓶子に聞いたところ、来ているが聞かれなかったので大亜門に渡していなかった。
離婚歴が1度あり、現在は再婚（再婚相手はかずはじめ）している。
猫好きであり、『ジャンプLIVE』にて猫を主人公にした『はしやすめに 猫田さん』（久楽）の連載を許可した。

### 編集長時代
- 瓶子が編集長在籍以前から本誌に掲載されていた作品のうち、瓶子編集長在任時の6年間で最終回を迎えなかったのは『ONE PIECE』と『HUNTER×HUNTER』（ただし、不定期連載期間あり）『銀魂』の3作品のみである。特に『こちら葛飾区亀有公園前派出所』（40年）、『NARUTO -ナルト-』（15年）、『BLEACH』（15年）といった長期連載作品が瓶子編集長時代に相次いで終了された。
- 『ニセコイ』『暗殺教室』を連載開始から終了までを見届けたほか、『ハイキュー!!』『斉木楠雄のΨ難』『食戟のソーマ』『ワールドトリガー』『火ノ丸相撲』『僕のヒーローアカデミア』『ブラッククローバー』『ゆらぎ荘の幽奈さん』『鬼滅の刃』『約束のネバーランド』『ぼくたちは勉強ができない』『Dr.STONE』など後にジャンプの牽引する作品群を生み出している。

## モデルとなったキャラクター
「週刊少年ジャンプ」で、担当編集者となった漫画にたびたびモデルとなったキャラクターが登場する。
- 『幕張』では、吉六会メンバー「鬼瓶久吉」のモデルのほか、本人としても登場。連載中から現在に至るまで、私生活を虚実を交えて暴露された。
- 『太臓もて王サーガ』では、丘八十一（おか やそいち）のモデル。
- 『遊☆戯☆王』のコンピュータゲーム『遊☆戯☆王 真デュエルモンスターズ 封印されし記憶』、『遊☆戯☆王 真デュエルモンスターズII 継承されし記憶』、『遊☆戯☆王 フォルスバウンドキングダム 〜虚構に閉ざされた王国〜』に登場するヘイシーン。
- 『ジャンプ放送局』五代目担当編集者として登場（コミックス18〜19巻）。ニックネームは「レトロのヘーちゃん」。瓶子をネタにしたハガキも多く寄せられ、コミックスでも18巻冒頭の写真ページで「入社二年目には見えない風貌」とキャプションを書かれていた。なお、同コーナーの局長・さくまあきらおよびイラスト担当・土居孝幸が携わっている「桃太郎電鉄シリーズ」の「大阪のお笑い劇場」のキャラのモデルにもなった。
- 『バクマン。』では週刊少年ジャンプの副編集長役として登場。2011年には実際のジャンプ編集部と同様に、作中においても編集長に昇格した。
- 『珍遊記2〜夢の印税生活編〜』では、名前は出ていないが週刊少年ちんぷ副編集長として登場。編集長（前任の佐々木尚がモデル）が太郎に殺されたため、繰り上げで編集長に就任。カンダーラ都城地下の印刷所が太郎に破壊されるのを防ぐため、萬々が書いた妖怪図鑑の発行を条件に娘々に太郎の退治を依頼する。なお同作者による『まんゆうき 〜ばばあとあわれなげぼくたち〜』では、「Dr.ヘーシー」というキャラクターが登場する。

## 担当作品と期間
年月日は『週刊少年ジャンプ』公式発売日を基準。
- 桐山光侍
  - 『忍空』
- かずはじめ
  - 『MIND ASSASSIN』
- 木多康昭
  - 『幕張』
- 高橋和希
  - 『遊☆戯☆王』
- あずまけいしん
  - 『CHILDRAGON』
- 矢吹健太朗
  - 『BLACK CAT』
- 荒木飛呂彦
  - 『スティール・ボール・ラン』：初代担当。2004年1月（第1話） - 2004年10月（第23話）[5]
- 大亜門
  - 『無敵鉄姫スピンちゃん：2004年3月（第1話） - 2004年5月（最終話）
  - 『太臓もて王サーガ』：初代担当。2005年7月（第1話） - 2005年12月（第20話）[6][7]

## 製作
- ハイキュー!!
  - ハイキュー!! TO THE TOP（2020年） - 製作
  - 劇場版ハイキュー!! ゴミ捨て場の決戦（2024年） - 製作[8]
- ドラゴンボール超 スーパーヒーロー（2022年）
- SPY×FAMILY
  - SPY×FAMILY（2022年 - 2023年） - 製作
  - 劇場版 SPY×FAMILY CODE: White（2023年） - 共同製作[9]